# Madeleine Deries
Madeleine Deries (9 avril 1895 - 19 janvier 1924) est la première femme française à obtenir le titre de docteur ès-lettres de la Sorbonne (Paris), en 1923 ; cette thèse avait une spécialisation en histoire.

## Biographie

### Naissance et enfance
Madeleine Deries naît le 9 avril 1895, à Saint-Lô. Son père est un universitaire : Léon Deries, inspecteur d'académie de la Manche de 1892 à 1923 — une rue « Deries » à Caen rend hommage à ce père.

### Études
Sa formation scolaire commence à l'école publique des filles, où elle fait « d'excellentes études » ; puis son père pallie le fait qu'il n'existe pas de collège pour jeunes filles en l'instruisant à domicile. Ceci qui lui permet de se présenter au baccalauréat et, de l'obtenir, en deux essais : en 1915 et 1916 ; toutefois, elle tombe ensuite malade et part à Paris pour être soignée. Les femmes ont encore peu le droit de passer le baccalauréat, mais elle va plus loin dans ses études. Elle fait une licence de lettres à Caen, qu'elle passe en deux ans. Elle accède ensuite à la Sorbonne — où elle passe trois ans — et réalise une double thèse de doctorat en 1922 ; elle la soutient le 21 mars 1923, devant la presse. Ses thèses ont toutes deux été publiées, ainsi que des articles. Cette année-là, il n'y avait que 48 doctorants dans son cursus.
Elle entre ensuite à l'École des hautes études.

### Vie privée
En septembre 1918, elle se marie avec un soldat. Quatre ans plus tard, alors qu'entre temps elle a donné naissance à un enfant mort-né et que son mari s'est mis en concubinage avec une autre femme, elle en divorce civilement et religieusement (ce qui est très rare).
Le 25 août 1923, elle se marie avec Arthur Gendron ; toutefois, elle se sent malade durant le voyage de noces : de retour à Paris, son diabète est diagnostiqué.

### Décès
Diabétique à une époque où elle ne peut pas se soigner avec de l'insuline, épuisée, elle meurt le 19 janvier 1924, à 28 ans,. Elle est inhumée à Saint-Lô, dans le caveau familial.

## Travaux
- L'École centrale du département de la Manche. An IV-An XI. Thèse présentée pour le doctorat ès lettres devant la Faculté des lettres de l'Université de Paris (1922)[1],[3].
- Le District de Saint-Lô pendant la Révolution 1787-An IV. Thèse présentée pour le doctorat ès lettres devant la Faculté des lettres de l'Université de Paris (1922)[1],[3].

Sa thèse, soutenue en 1923, était une thèse de doctorat es lettres avec spécialisation en histoire. Le doctorat en histoire n'existait pas encore.

## Première femme docteure ès lettres en France
Bien qu'elle ait été la première femme docteure ès lettres en France, sa mémoire s'est perdue pendant des décennies,.

## Hommages
En 2018, son nom a été proposé parmi trois pour la nouvelle école de Saint-Lô, mais Samuel-Beckett l'a emporté.
Le nom de la Bibliothèque historique Madeleine Deries, à Caen, lui rend hommage.
En septembre 2020, il y a le projet qu'une rue de Caen porte son nom, près d'une place où elle a vécu.

## Biographie
- Yves Marion (préf. Rebecca Rogers), Madeleine Deries, 1895-1924, première docteure "ès histoire" : itinéraire d'une étudiante au début du XXe siècle, Caen, Presses universitaires de Caen, coll. « Quaestiones », 2017, 351 p. (ISBN 978-2-84133-846-7)[1],[4].